# Флаг Парагвая
Флаг Парагвая был принят в 1842 году. Вид, пропорции флага и эмблемы, помещённые на флаг, менялись со временем.
Парагвайский флаг состоит из трёх горизонтальных полос, окрашенных в красный, белый и синий цвета. Они были взяты с французского триколора — символа освобождения. Красный цвет символизирует патриотизм, смелость, доблесть, равенство и справедливость; белый — чистоту идей, стойкость, мир и единство; синий — спокойствие, любовь, знания, чувство реальности и свободу.
Парагвай — единственная страна мира, флаг которой имеет различные эмблемы на лицевой и обратной стороне (и одна из трёх, наряду с Саудовской Аравией и Молдовой у которых вообще различается рисунок двух сторон. У этих стран обратная сторона  флага является зеркальным отражением лицевой). С 1990 года на лицевой стороне изображён национальный герб — жёлтая пятиконечная звезда на синем диске, окаймлённая венком и словами «Republica del Paraguay». На обратной стороне изображена печать казначейства Парагвая, символ защиты свободы — изображение льва, охраняющего красный венок свободы, окаймлённое надписью «Paz y Justicia» (с исп. «Мир и справедливость»). Соотношение сторон 3:5.
День Флага в Парагвае отмечается 14 августа.

## Исторические флаги

1811
Июнь 1811
1811—1812
1812—1826
1826—1842
1842—1954
Реверс флага с 1842
1954—1988
Реверс флага с 1954
1988-1990
Реверс флага с 1988
1990—2013
Реверс флага с 1990